# Palais royal du Pardo
Pour l’article homonyme, voir Pardo.
Ne doit pas être confondu avec Musée du Prado.
Le palais royal du Pardo est une des résidences du roi d'Espagne. Il est situé à six kilomètres de Madrid, en Espagne.

## Présentation
À l'origine il s'agissait d'un petit château que fit construire le roi Henri IV de Castille, sur les fondations d'un premier logis royal, établi en 1405 par son père, Henri III, sur les flancs giboyeux du mont du Pardo.
C'est Charles Ier, petit-neveu d'Henri IV, et son fils Philippe II à sa suite, qui en firent un grand palais. Le chantier est engagé à partir de 1544, en suivant les plans de Luis de Vega, qui fut également l'architecte du palais de Valsaín. La construction s'acheva en 1568.
Résidence d'hiver de Charles III, le palais continua d'être agrandi et embelli sous le règne de ce souverain et de ses successeurs. Francisco Bayeu réalise Apollon récompensant les Arts en 1769 pour un plafond, puis le prince et la princesse des Asturies, le futur Charles IV et Marie-Louise, lui commandent le décor du dôme de la salle à manger du palais. Il réalise également en 1784, un carton pour une tapisserie de la salle du prince : Le Pont sur le canal de Madrid, aujourd'hui conservé au musée du Prado à Madrid.
Pendant la guerre d'Espagne, le Pardo servit de quartier général aux Brigades internationales, puis il devint le lieu de résidence du dictateur Francisco Franco jusqu'en 1975.
Depuis, il sert notamment à accueillir les chefs d'État et de gouvernement étrangers en visite en Espagne.

## Événements
- Le 8 juin 1970, l'ancien président de la République française Charles de Gaulle y rencontre Francisco Franco[1].
- Le 8 mars 1972, le duc de Cadix épouse Carmen Martinez-Bordiú, petite-fille de Franco.
- Le 3 mai 1974, le prince Louis de Bourbon y est baptisé dans la religion catholique.